# Piramide Lepsius 1
La cosiddetta piramide Lepsius 1 è una piramide egizia di cui non si conosce il proprietario, probabilmente incompiuta, situata a nord-est del cimitero a sud di Abu Rawash. Deve il suo nome al suo scopritore, l'egittologo Karl Richard Lepsius, ed al fatto che occupi il primo posto nella sua lista, parziale, delle piramidi dell'antico Egitto. Anche la forma del monumento è oggetto di discussione tra gli egittologi, dato che alcuni di loro, quali Jean-Philippe Lauer, pensano che sia una mastaba.

## Descrizione
I dettagli della costruzione di questo monumento restano quasi totalmente sconosciuti, malgrado uno studio preliminare condotto da Nabil Swelim nel 1987. Le stime dell'altezza della piramide variano da 107,5 a 150,5 metri. La base sarebbe di 215 metri. La sua datazione è molto contestata, alcuni propongono la III dinastia o la IV dinastia, altri la V dinastia o la VI dinastia. Swelim opta per la quarta dinastia, sostenendo che la massa della piramide è una collina rocciosa, elemento architettonico unico per le piramidi di questo periodo.
La sovrastruttura era fatta di gradoni in mattoni d'argilla, simile a quelli di una piramide a gradoni, successivamente raccordati da una copertura che le conferiva l'aspetto finale di una piramide a lati lisci.
I vani funerari interni seguivano lo stesso andamento di quelli della piramide di Cheope. Si accedeva tramite un lungo corridoio inclinato in discesa di 25°, in gran parte scavato nella roccia, che conduceva ad una camera sepolcrale sotterranea, che doveva essere situata sotto l'apice della piramide, con un'area di 5,50 metri quadrati e 5 metri d'altezza.